# 右基涅寧河
右基涅寧河是俄羅斯的河流，位於堪察加半島，河道全長約55公里，流域面積327平方公里，河水主要來自融雪和雨水，最終注入葉洛夫卡河，是虹鱒和遠東紅點鮭的棲息地。